# Tiaa (hercegnő)
Tiaa ókori egyiptomi hercegnő volt a XVIII. dinasztia idején, IV. Thotmesz lánya. Nagyanyja, Tiaa királyné nevét kapta.
Feltehetőleg őt ábrázolják Szobekhotep kincstárnok sírjában (TT63; a kincstárnok felesége, Merit a hercegnő dajkája volt), neki tulajdonítható kanópuszedények pedig előkerültek a Királynék völgyéből.
Testvére, III. Amenhotep uralkodása alatt halt meg. Eredeti sírhelye nem ismert. Múmiáját a XXI. dinasztia idején újratemették a Sejh Abd el-Kurna-i rejtekhelyen több másik hercegnővel együtt, köztük (Amenemopettel és Paihiával, akik feltehetőleg a testvérei voltak. A rajta található címke azonosítja: „Menheperuré király leánya, a királyi gyermekek házából” (a Menheperuré IV. Thotmesz uralkodói neve). A sírt 1857-ben fedezték fel.